# Edgar et la Douze Demoiselle
 (avril 2017).
Pour plus de détails, voir Fiche technique et Distribution.
Edgar et la Douze Demoiselle, est un court métrage belge fantastique et romantique réalisé par Frédéric Legrand, sorti en 2015.
Le court-métrage narré par l’humoriste populaire belge François Pirette, raconte l'histoire d’un amour impossible entre deux monstres. Le film utilise une narration voix off pour raconter l’aventure amoureuse des personnages. Edgar et la Douze Demoiselle utilise des mises en scène qui font référence au cinéma expressionniste, et rend un hommage au cinéaste américain Tim Burton.
Le court métrage est projeté devant la presse pour la première fois le 5 décembre 2014 dans les studios de Keywall à Marcinelle (en Belgique), en présence de l’équipe (sur un décor du film reconstitué en réalité augmenté sur écran vert) où il connaît un certain succès critique grâce à ses qualités artistiques et techniques alors que le court-métrage est réalisé par Frédéric Legrand (âgé de 21 ans) avec quelques amis, sans production financière. L'équipe reçoit le soutien et l'aide de plusieurs institutions culturelles de la région de Charleroi (Belgique).

## Synopsis
Une histoire d'amour entre deux monstres.

## Fiche technique
- Titre original : Edgar & la Douze Demoiselle
- Réalisation : Frederic Legrand
- Scénario : Frederic Legrand
- Musique : Olivier Dogot
- Pays d'origine : Belgique
- Langue originale : Français
- Genre : romantique, fantastique
- Durée : 13 minutes
- Date de sortie : 15 janvier 2015

## Distribution
- François Pirette : Narrateur
- Bella Zio : Edgar
- Lola Desterq : La Douze Demoiselle
- Laetitia Trozzi : L’araignée
- Catherine Jandrain : la jeune femme
- Laura Rossi : La sorcière

## Production

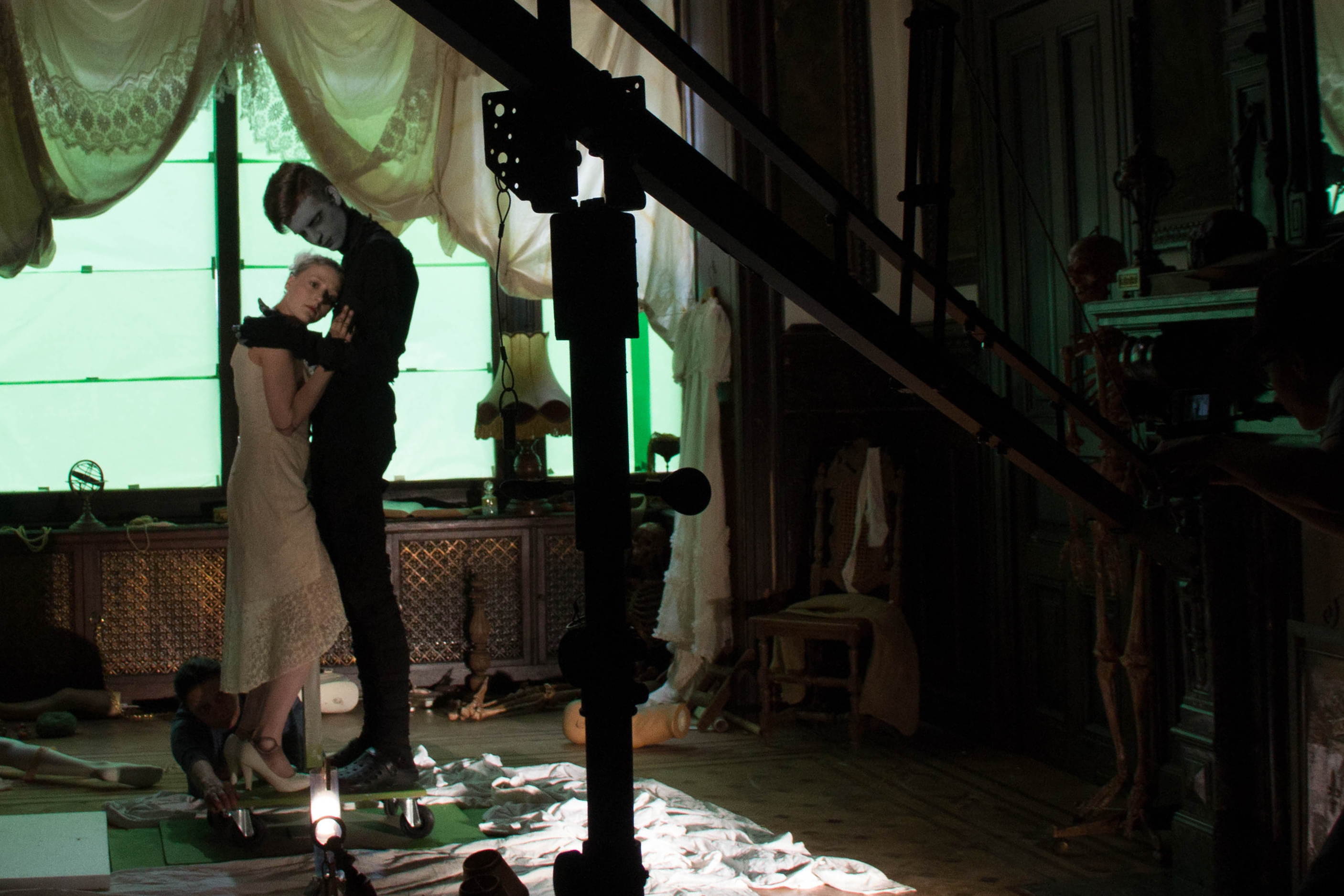
Photo du tournage dans la maison Audent, ancien consulat d'Italie à Charleroi.

Réalisé sur fond propre, sans production, le film n’a bénéficié d’aucune aide financière, mais a reçu néanmoins le soutien de la ville de Charleroi (Belgique), des Studios Keywall de Marcinelle et de la Maison pour Associations de Marchienne-au-Pont ainsi que la participation de la Ruche Théâtre de Marcinelle et de l’Académie des Beaux-Arts Alphonse Darville de Charleroi. Tous les intervenants (et ce compris François Pirette) ont participé de manière bénévole au film. Tourné en 1 semaine au mois de Juillet 2014 dans le Charleroi et ses environs.

## Bande originale
Les musiques du court-métrage sont composées par Olivier Dogot.
Une bande originale intitulée The Number of Love est composée et interprétée par un groupe belge Cendrine K et Destina.

## Exploitation

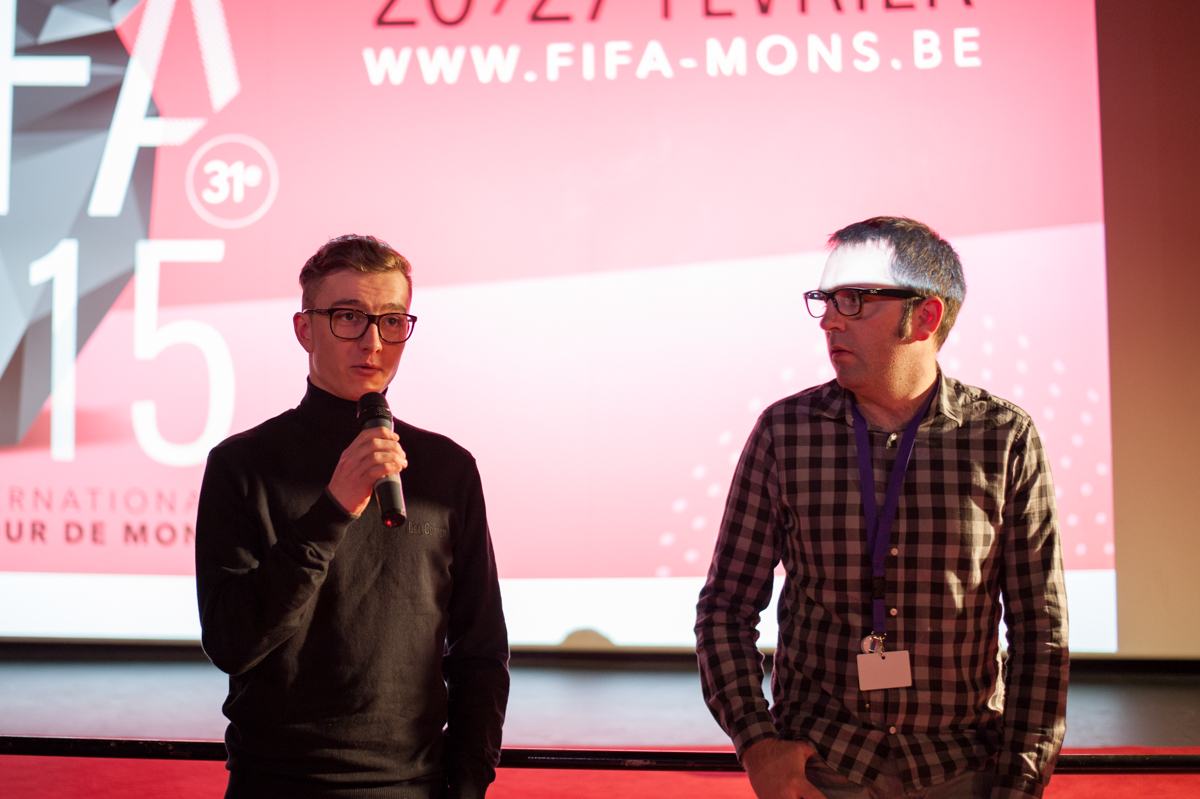
Frédéric Legrand au Festival International du film d'Amour de Mons pour présenter Edgar & la Douze Demoiselle en compétition nationale.

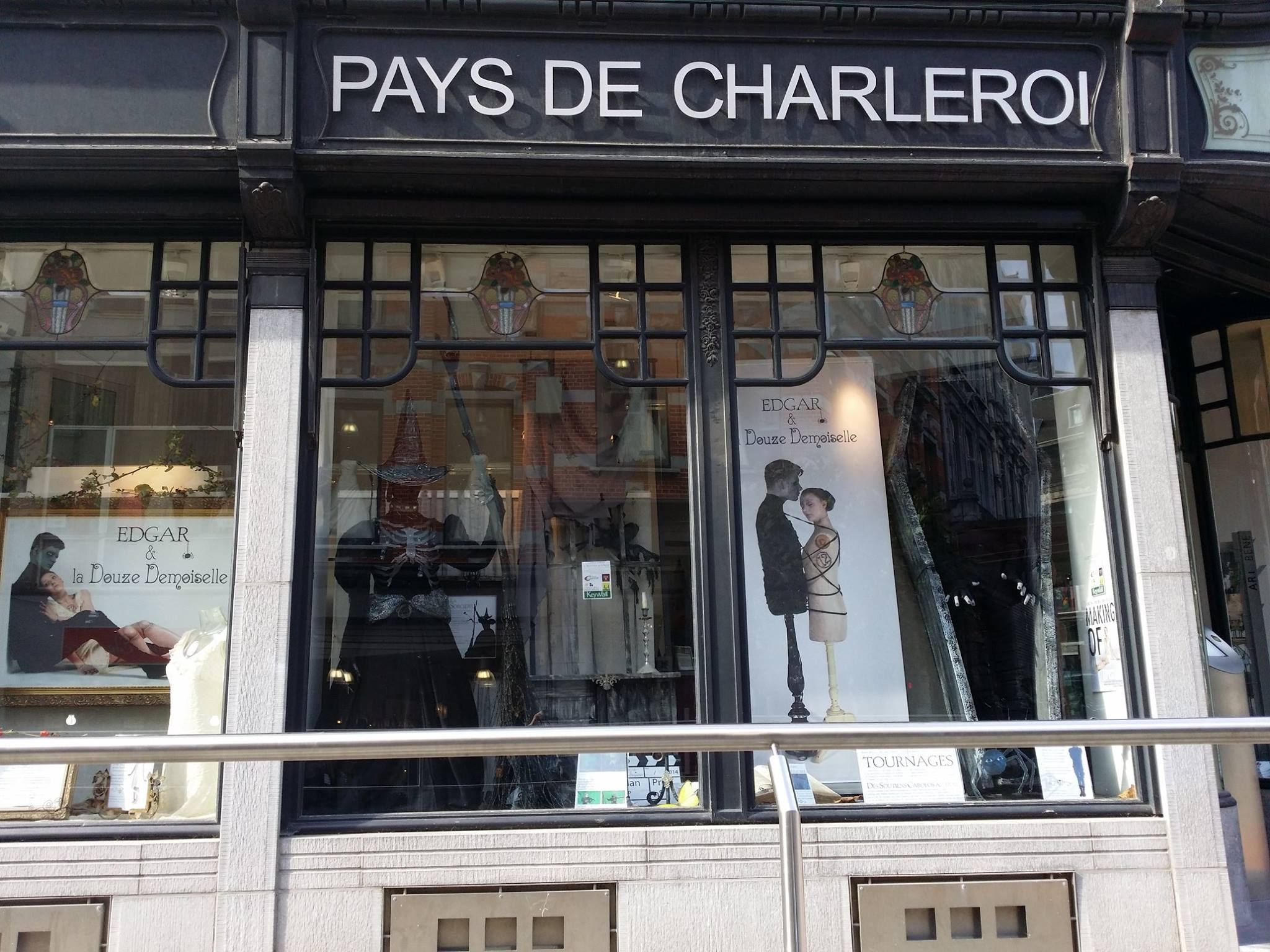
Exposition consacré au film à la Maison du tourisme du Pays de Charleroi.

Il est présenté publiquement en salle de cinéma pour la première fois le 15 janvier 2015 au Cinéma le Parc de Charleroi.
À la suite de la première devant la presse, Edgar & la Douze Demoiselle se voit programmé directement et simultanément au Festival international du film fantastique de Bruxelles ainsi qu’au Festival international du film d’amour de Mons.
Le court-métrage continuera à être projeté les 2 années suivantes en Wallonie avant d’être diffusé à plusieurs reprises par les télévisions locales RTC Télé Liège, Télésambre et BX1, qui lui consacrent un programme spécial « Edgar & la Douze Demoiselle, le court-métrage carolo fantastico-romantique », enregistré au studio Keywall et présenté par l’acteur belge Jacky Druaux, diffusé durant les fêtes de fin d’année en 2015.
En 2016, le court-métrage et ses bandes-originales deviennent disponibles en location gratuite sur CD et DVD dans tous les Pointculture de Belgique.
En janvier 2017, Edgar & la Douze Demoiselle se voit être proposé sur la toile par CGBros (plateforme américaine spécialisée en art numérique). Le court-métrage est traduit et devient Edgar and the Sweet CrYature.